# Ţāroq
Ţāroq (persiska: طارق, Ţārq, Ţāreq, Tūrāk) är en ort i Iran.   Den ligger i provinsen Khorasan, i den östra delen av landet, 900 km sydost om huvudstaden Teheran. Ţāroq ligger 1 840 meter över havet och antalet invånare är 280.
Terrängen runt Ţāroq är lite bergig.  Trakten runt Ţāroq är nära nog obefolkad, med mindre än två invånare per kvadratkilometer. Närmaste större samhälle är Shūsef, 6,9 km öster om Ţāroq. Trakten runt Ţāroq är ofruktbar med lite eller ingen växtlighet.